# Varredor de rua

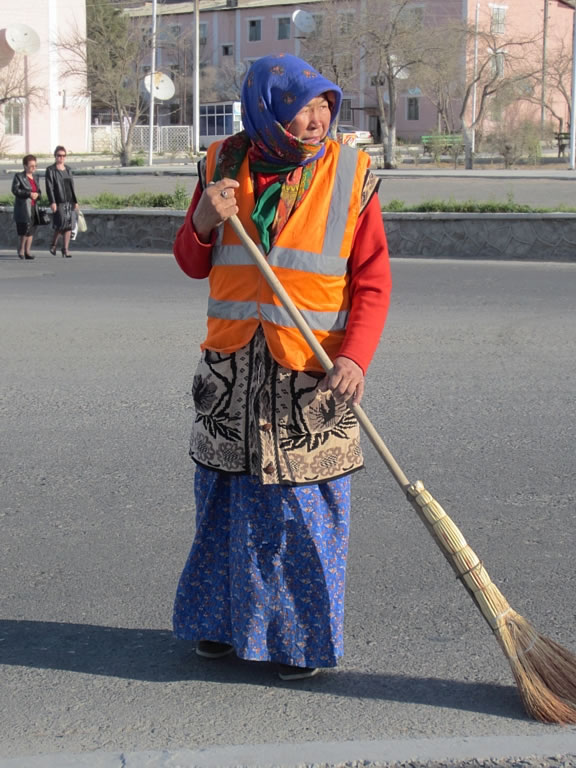
Uma varredora de rua no Turcomenistão.

Varredores de rua, chamados comumente garis no Brasil e almeida em Portugal, são pessoas cuja atividade profissional consiste no ato de varrer as vias públicas do espaço urbano. Tal como os lixeiros, são uma das profissões que atuam na manutenção da limpeza das cidades.

## Varrição manual
É a varrição realizada com instrumentos manuais, geralmente vassouras, feita por profissionais denominados garis. As empresas de limpeza urbana utilizam, geralmente, quatro tipos básicos de vassoura: a vassoura chamada "ideal", com 7 tafulhos; a vassoura chamada "moderna", com 14 tafulhos; a vassoura tipo pita mexicana de galhos; e a vassoura de ferro. As vassouras possuem, como vantagem, a possibilidade de acesso a locais estreitos e de difícil acesso.
Tem, como objetivo, remover os resíduos das ruas para evitar enchentes, reduzir o risco de contaminação e manter a cidade limpa. É uma atividade que necessita de planejamento para ser executada, atentando para as características do local, topografia do terreno, tráfego de veículos e pedestres etc.

## Varrição mecanizada
É a varrição realizada com auxílio de equipamentos motorizados denominados "varredeiras mecânicas". Do ponto de vista de eficiência, a varrição mecânica é capaz de remover, com suas escovas de aço, terra, areia e água das sarjetas, o que a varrição manual terá muita dificuldade em fazer. A varredura conseguida pelos processos mecânicos, em ruas de tráfego intenso, chega a apresentar 80% de terra e areia.

## No Brasil

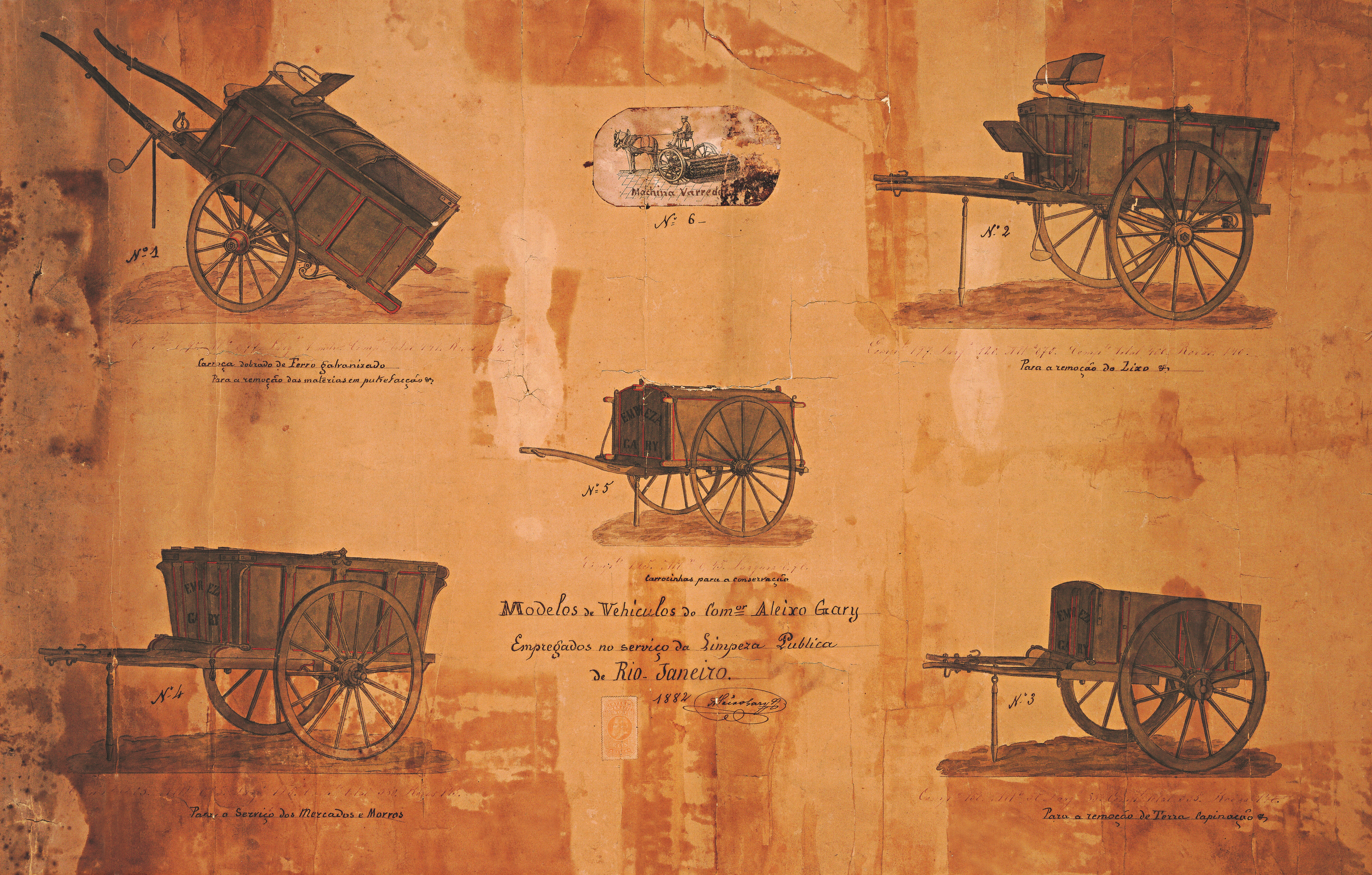
Modelos de carro da Aleixo Gary (1884)
Documento sob guarda do Arquivo Nacional

O termo "gari" é uma referência a Aleixo Gary, fundador de uma antiga empresa responsável pela limpeza das ruas da cidade do Rio de Janeiro.